# Suai

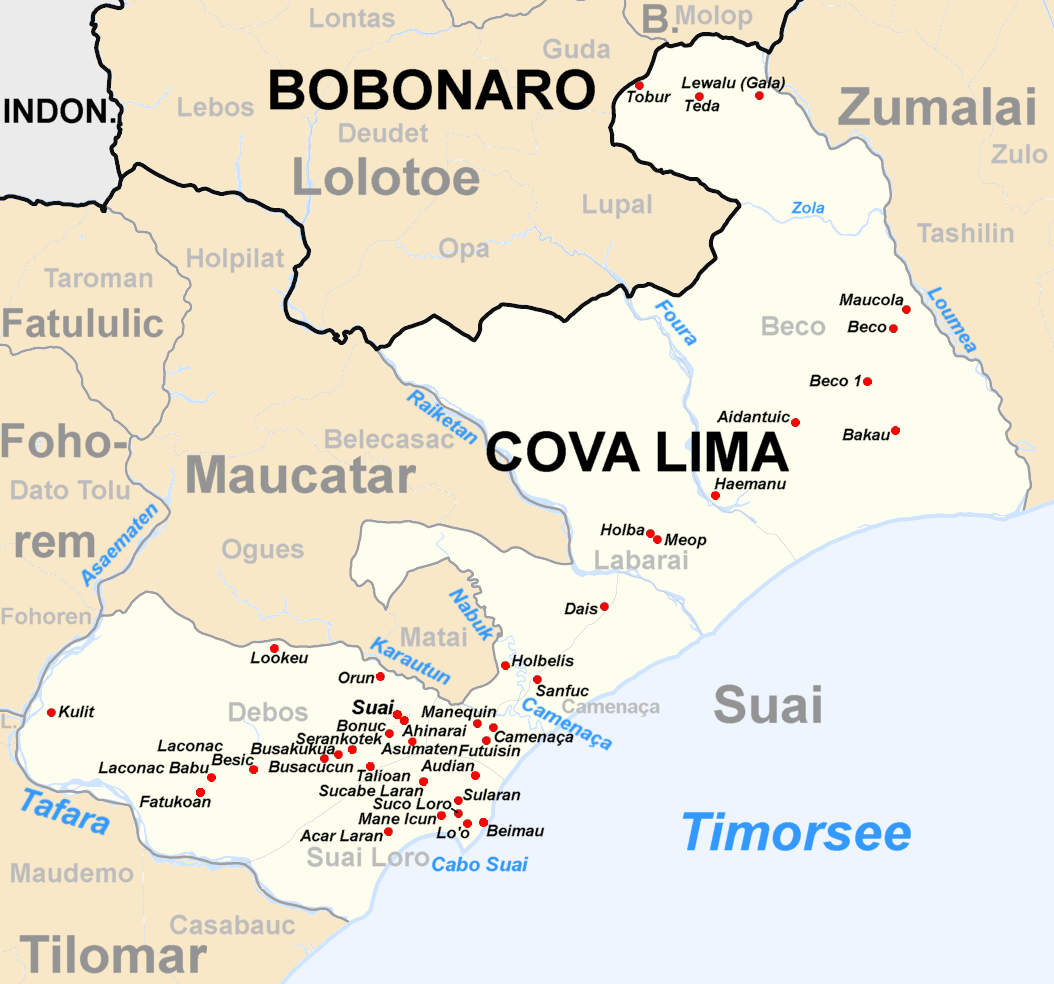
Cidade e posto administrativo de Suai em Cova Lima.

Suai é uma cidade de Timor-Leste, 138 km a sudoeste de Díli, a capital do país.
Suai tem 23 mil habitantes, é capital do município de Cova Lima e localiza-se a poucos quilómetros do Mar de Timor, na costa sul do país.